# Crocidura lepidura
Crocidura lepidura är en däggdjursart som beskrevs av Lyon 1908. Crocidura lepidura ingår i släktet Crocidura och familjen näbbmöss. IUCN kategoriserar arten globalt som livskraftig. Inga underarter finns listade i Catalogue of Life.
Denna näbbmus förekommer på södra Sumatra. Den lever i låglandet och i bergstrakter upp till 2000 meter över havet. Artens ursprungliga habitat är skogar men den har bra förmåga att anpassa sig till människans landskapsförändringar.